# Saint-Clair-de-la-Tour
Pour les articles homonymes, voir Saint-Clair.
Saint-Clair-de-la-Tour est une commune française située dans le département de l'Isère en région Auvergne-Rhône-Alpes.
Historiquement rattachée à la province royale du Dauphiné, la commune est adhérente à la communauté de communes Les Vals du Dauphiné depuis le 1er janvier 2017.

## Géographie

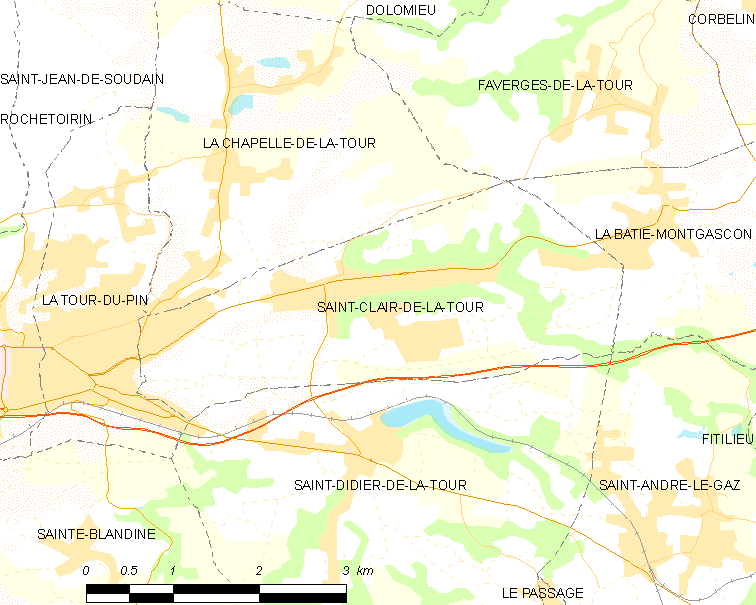
Plan du territoire de Saint-Clair-de-la-Tour et des communes limitrophes.

### Situation et description
Située dans la partie septentrionale du département de l'Isère, le bourg central de Saint-Clair-de-la-Tour est situé à moins de 3 km de la Tour-du-Pin, sous-préfecture de l'Isère. Il s'agit d'une commune présentant un aspect essentiellement rural.

### Géologie
Les moraines des glaciers de l'époque quaternaire déposées sur un bloc molassique ont donné à cette partie au nord-ouest du département de l'Isère un paysage de collines ondulées connues sous le nom de « Terres froides ».

### Climat
Pour des articles plus généraux, voir Climat d'Auvergne-Rhône-Alpes et Climat de l'Isère.
En 2010, le climat de la commune est de type climat des marges montargnardes, selon une étude du Centre national de la recherche scientifique s'appuyant sur une série de données couvrant la période 1971-2000. En 2020, Météo-France publie une typologie des climats de la France métropolitaine dans laquelle la commune est exposée à un climat de montagne ou de marges de montagne et est dans la région climatique  Alpes du nord, caractérisée par une pluviométrie annuelle de 1 200 à 1 500 mm, irrégulièrement répartie en été. 
Pour la période 1971-2000, la température annuelle moyenne est de 11,1 °C, avec une amplitude thermique annuelle de 17,6 °C. Le cumul annuel moyen de précipitations est de 1 142 mm, avec 10,3 jours de précipitations en janvier et 7,3 jours en juillet. Pour la période 1991-2020, la température moyenne annuelle observée sur la station météorologique de Météo-France la plus proche, « Pont-de-Beauvoisin », sur la commune du Pont-de-Beauvoisin à 15 km à vol d'oiseau, est de 11,8 °C et le cumul annuel moyen de précipitations est de 1 166,3 mm,. Pour l'avenir, les paramètres climatiques de la commune estimés pour 2050 selon différents scénarios d'émission de gaz à effet de serre sont consultables sur un site dédié publié par Météo-France en novembre 2022.

### Hydrographie
Le territoire de la commune est traversé par la Bourbre, rivière d'une longueur de 72,3 km. Le lac de Saint-Félix est situé à proximité de la commune sur le territoire de Saint-Didier-de-la-Tour.

### Voies de communication et transports
L'autoroute A43, voie autoroutière qui relie la commune à Lyon et à Chambéry grâce un échangeur situé entre la Tour-du-Pin et Saint-Didier-de-la-Tour.
- 9.1 : La Tour-du-Pin-Est (sens Lyon-Chambéry).

La gare ferroviaire la plus proche est la gare de La Tour-du-Pin, desservie par des trains TER Auvergne-Rhône-Alpes.

## Urbanisme

### Typologie
Au 1er janvier 2024, Saint-Clair-de-la-Tour est catégorisée ceinture urbaine, selon la nouvelle grille communale de densité à sept niveaux définie par l'Insee en 2022.
Elle appartient à l'unité urbaine de La Tour-du-Pin, une agglomération intra-départementale regroupant 15  communes, dont elle est une commune de la banlieue,,. Par ailleurs la commune fait partie de l'aire d'attraction de La Tour-du-Pin, dont elle est une commune du pôle principal,. Cette aire, qui regroupe 4 communes, est catégorisée dans les aires de moins de 50 000 habitants,.

### Occupation des sols
L'occupation des sols de la commune, telle qu'elle ressort de la base de données européenne d’occupation biophysique des sols Corine Land Cover (CLC), est marquée par l'importance des territoires agricoles (60,1 % en 2018), en diminution par rapport à 1990 (67,2 %). La répartition détaillée en 2018 est la suivante : 
zones agricoles hétérogènes (50,7 %), zones urbanisées (23 %), forêts (16,9 %), terres arables (9,4 %). L'évolution de l’occupation des sols de la commune et de ses infrastructures peut être observée sur les différentes représentations cartographiques du territoire : la carte de Cassini (XVIIIe siècle), la carte d'état-major (1820-1866) et les cartes ou photos aériennes de l'IGN pour la période actuelle (1950 à aujourd'hui).

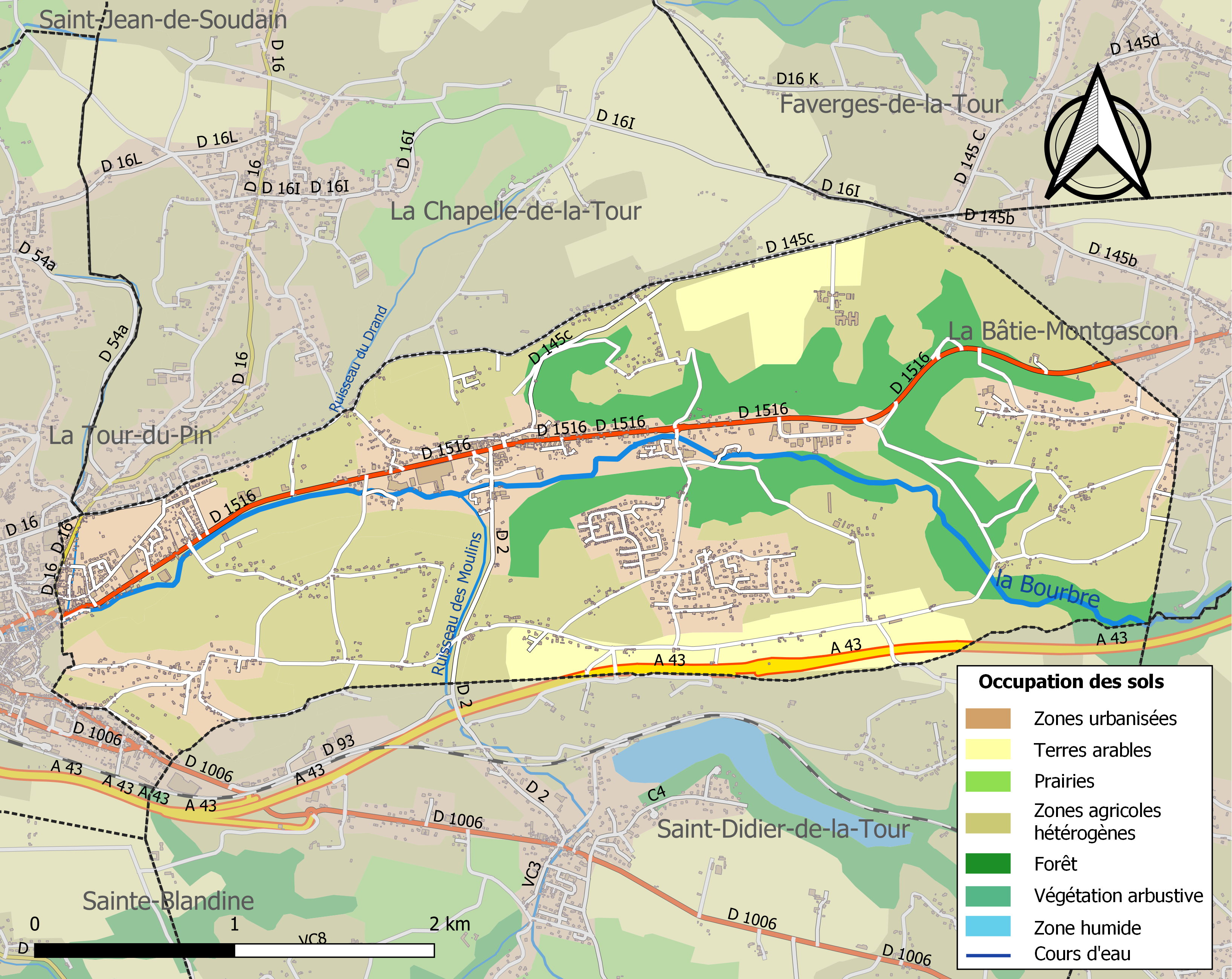
Carte des infrastructures et de l'occupation des sols de la commune en 2018 (CLC).

### Hameaux, quartier et lieux-dits et écarts de la commune
La commune a 5 hameaux: Mauchamps à l'est, Charpenay au sud est, Champvaroux au sud, le louage à l'ouest, et Bellefontaine au nord. Elle a plusieurs lieux dit: fort chaussat, le moulin brosse, Laye, le plateau, la sapinière....

### Risques naturels

#### Risques sismiques
L'ensemble du territoire de la commune de Saint-Clair-de-la-Tour est situé en zone de sismicité n°3 (sur une échelle de 1 à 5), comme la plupart des communes de son secteur géographique.
| Type de zone | Niveau            | Définitions (bâtiment à risque normal) |
| ------------ | ----------------- | -------------------------------------- |
| Zone 3       | Sismicité modérée | accélération = 1,1 m/s2                |

## Toponymie
Son nom est lié à sa proximité avec la commune de La Tour-du-Pin.

## Histoire

### Préhistoire et Antiquité
Au début de l'Antiquité, le territoire des Allobroges s'étendait sur la plus grande partie des pays qui seront nommés plus tard la Sapaudia (ce « pays des sapins » deviendra la Savoie) et au nord de l'Isère.

## Politique et administration

### Tendances politiques et résultats
| Scrutin             | Scrutin             | 1er tour | 1er tour | 1er tour | 1er tour | 1er tour | 1er tour | 1er tour | 1er tour  | 1er tour | 1er tour | 1er tour | 1er tour | 2d tour | 2d tour | 2d tour | 2d tour | 2d tour | 2d tour |
| Scrutin             | Scrutin             | 1er      | 1er      | %        | 2e       | 2e       | %        | 3e       | 3e        | %        | 4e       | 4e       | %        | 1er     | 1er     | %       | 2e      | 2e      | %       |
| ------------------- | ------------------- | -------- | -------- | -------- | -------- | -------- | -------- | -------- | --------- | -------- | -------- | -------- | -------- | ------- | ------- | ------- | ------- | ------- | ------- |
| Présidentielle 2017 | Présidentielle 2017 |          | FN       | 32,25    |          | EM       | 21,28    |          | LFI       | 19,64    |          | LR       | 13,82    |         | EM      | 52,51   |         | FN      | 47,49   |
| Présidentielle 2022 | Présidentielle 2022 |          | RN       | 31,38    |          | LREM     | 24,69    |          | LFI       | 18,71    |          | REC      | 7,50     |         | RN      | 51,39   |         | LREM    | 48,61   |
| Législatives 2022   | 10e                 |          | RN       | 28,93    |          | Ren-Ens  | 25,88    |          | LFI-Nupes | 23,20    |          | LR       | 6,56     |         | Ren     | 50,66   |         | RN      | 49,34   |
| Législatives 2024   | 10e                 |          | RN       | 45,03    |          | LFI-NFP  | 24,04    |          | Ren-Ens   | 22,67    |          | LR       | 6,46     |         | RN      | 56,75   |         | LFI     | 43,25   |

### Liste des maires
| Période                                  | Période   | Identité                | Étiquette | Qualité                    |
| ---------------------------------------- | --------- | ----------------------- | --------- | -------------------------- |
| mars 2001                                | mars 2014 | André Guillaud          | PS        |                            |
| mars 2014                                | mai 2020  | Jean-François Deldicque | DVD       | Retraité Fonction publique |
| mai 2020                                 | En cours  | Patrick Blandin         | DVG       | Gérant                     |
| Les données manquantes sont à compléter. |           |                         |           |                            |

## Population et société

### Démographie
Ses habitants sont appelés les Saintclairois,.
L'évolution du nombre d'habitants est connue à travers les recensements de la population effectués dans la commune depuis 1793. Pour les communes de moins de 10 000 habitants, une enquête de recensement portant sur toute la population est réalisée tous les cinq ans, les populations de référence des années intermédiaires étant quant à elles estimées par interpolation ou extrapolation. Pour la commune, le premier recensement exhaustif entrant dans le cadre du nouveau dispositif a été réalisé en 2008.

En 2022, la commune comptait 3 526 habitants, en évolution de +3,86 % par rapport à 2016 (Isère : +3,07 %, France hors Mayotte : +2,11 %).
| 1793 | 1800 | 1806 | 1821 | 1831 | 1836 | 1841 | 1846  | 1851  |
| ---- | ---- | ---- | ---- | ---- | ---- | ---- | ----- | ----- |
| 601  | 692  | 690  | 916  | 991  | 927  | 945  | 1 012 | 1 038 |

| 1856  | 1861  | 1866  | 1872  | 1876  | 1881  | 1886  | 1891  | 1896  |
| ----- | ----- | ----- | ----- | ----- | ----- | ----- | ----- | ----- |
| 1 038 | 1 120 | 1 102 | 1 100 | 1 131 | 1 157 | 1 166 | 1 124 | 1 108 |

| 1901  | 1906  | 1911  | 1921  | 1926  | 1931  | 1936  | 1946  | 1954  |
| ----- | ----- | ----- | ----- | ----- | ----- | ----- | ----- | ----- |
| 1 332 | 1 436 | 1 473 | 1 480 | 1 942 | 1 895 | 1 824 | 1 759 | 1 921 |

| 1962  | 1968  | 1975  | 1982  | 1990  | 1999  | 2006  | 2008  | 2013  |
| ----- | ----- | ----- | ----- | ----- | ----- | ----- | ----- | ----- |
| 1 996 | 1 808 | 2 244 | 2 758 | 2 565 | 2 677 | 3 065 | 3 184 | 3 324 |

| 2018  | 2022  | - | - | - | - | - | - | - |
| ----- | ----- | - | - | - | - | - | - | - |
| 3 454 | 3 526 | - | - | - | - | - | - | - |

### Enseignement
La commune est rattachée à l'académie de Grenoble.

### Médias
Historiquement, le quotidien à grand tirage Le Dauphiné libéré consacre, chaque jour, y compris le dimanche, dans son édition du Nord-Isère, un ou plusieurs articles à l'actualité à la communauté de communes et du canton ainsi que des informations sur les éventuelles manifestations locales, les travaux routiers, et autres événements divers à caractère local.
La commune est située sur l'aire de diffusion de radio Ici Isère, une radio publique qui émet sur tout le territoire du département de l'Isère.

### Cultes
La communauté catholique et l'église paroissiale de Saint-Clair-de-la-Tour (propriété de la commune) dépendent de la paroisse Sainte-Anne qui est, elle-même, rattachée au diocèse de Grenoble-Vienne.

## Économie
La commune se situe dans les zones d'appellations suivantes, décernées par l'INAO :
- IGP Emmental français Est Central (Label Rouge).
- IGP Isère blanc.
- IGP Isère rosé.
- IGP Isère rouge.

## Culture et patrimoine

### Lieux et monuments
- Sur la place,  quasiment accolée au mur sud de l'église paroissiale, une borne milliaire gallo-romaine en pierre, est dédiée à l'Empereur Constantin Ier. La titulature de l'empereur permet de la dater des années 308 à 310, au IVe siècle après J-C. Elle est classée dans la Base Palissy au titre "objet" des Monuments Historiques depuis le 22 juin 1933 sous la référence "PM 38000263".
- Église Saint-Clair de Saint-Clair-de-la-Tour

## Héraldique
| Blason à dessiner | Blason  | De sinople à la colonne borne romaine d'argent accostée de deux pommes de pin du même, le pédoncule vers le chef, à l'aigle romaine d'azur, la tête contournée, empiétant un tourteau du même et brochant en cœur sur la colonne; au chef cousu de gueules chargé de trois roues de moulin de sable. |
| Blason à dessiner | Détails | * Il y a là non-respect de la règle de contrariété des couleurs : ces armes sont fautives (gueules sur sinople). Le statut officiel du blason reste à déterminer. |